# Pentax K2
Le Pentax K2 est un appareil reflex argentique au format 35 mm, commercialisé par la marque Asahi Pentax à partir de 1975.
Modèle haut de gamme de la série K, son prix dépassait les 2 000 francs en 1975, soit l'équivalent de plus de 1 500 euros constants en 2022.

## Galerie d'images

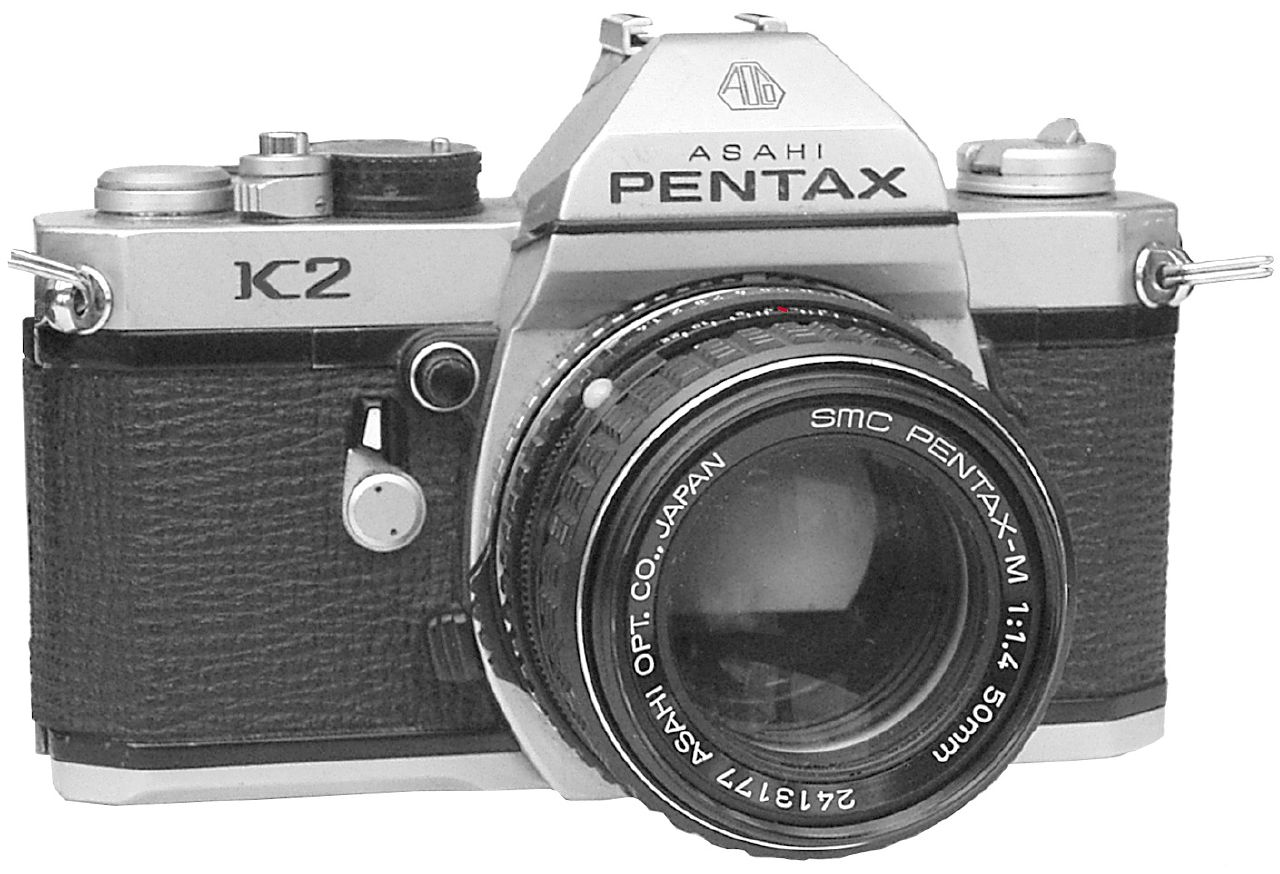
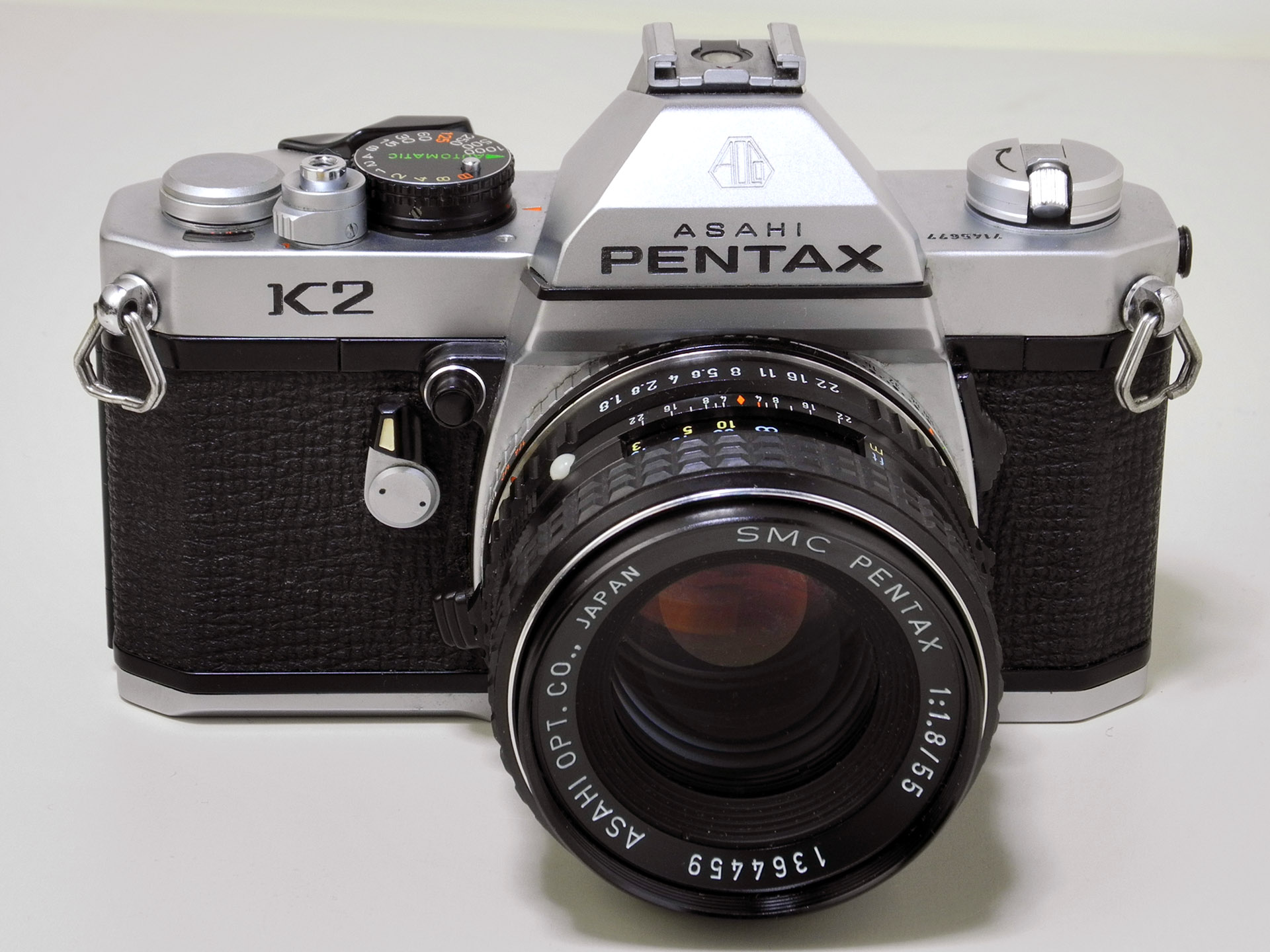
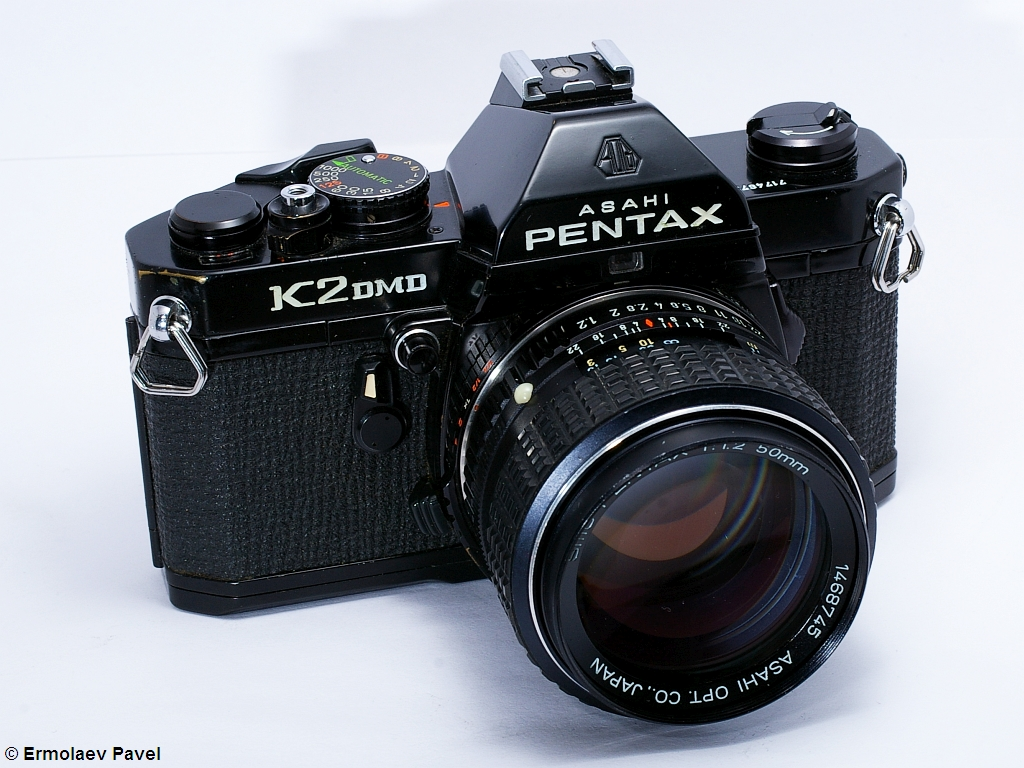